# Teorema di Menelao
Il teorema di Menelao è un noto teorema in geometria elementare, attribuito al matematico Menelao di Alessandria, che tratta dei triangoli nella geometria piana.

## Enunciato
Dati un triangolo di vertici A, B, C e tre punti D, E ed F che giacciono rispettivamente sulle rette BC, AC e AB, D, E ed F sono allineati se e solo se:
{\displaystyle {\frac {AF}{FB}}\cdot {\frac {BD}{DC}}\cdot {\frac {CE}{EA}}=-1.}
In questa equazione, {\displaystyle AF}, {\displaystyle FB}, ecc., rappresentano la misura dei segmenti considerati con segno. Per esempio, la frazione {\displaystyle AF/FB} ha segno positivo solo quando la retta per {\displaystyle D}, {\displaystyle E} ed {\displaystyle F} interseca il lato {\displaystyle AB}.
Si tiene anche conto dell'orientamento dei segmenti, cioè:
{\displaystyle AB=-BA}

## Dimostrazione

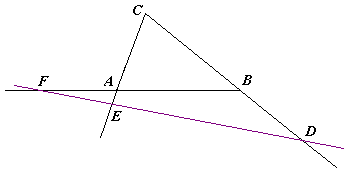
Teorema di Menelao, caso 1: la retta DEF non interseca il triangolo ABC.

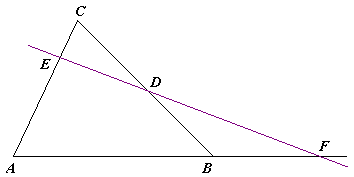
Teorema di Menelao, caso 2: la retta DEF interseca il triangolo ABC.

Si osserva che il membro a sinistra dell'equazione ha segno negativo se tutti e tre i rapporti sono negativi, caso in cui la retta {\displaystyle DEF} non interseca il triangolo, oppure un rapporto è negativo e gli altri due positivi, caso in cui la retta {\displaystyle DEF} interseca il triangolo in due punti (si veda l'assioma di Pasch).
Si costruiscano le perpendicolari da {\displaystyle A}, {\displaystyle B} e {\displaystyle C} su {\displaystyle DEF}, le chiamo rispettivamente {\displaystyle a},{\displaystyle b} e {\displaystyle c}. Ora per similitudine di triangoli, segue che:
{\displaystyle \left|{\frac {AF}{FB}}\right|=\left|{\frac {a}{b}}\right|\ ,\ \left|{\frac {BD}{DC}}\right|=\left|{\frac {b}{c}}\right|\ ,\ \left|{\frac {CE}{EA}}\right|=\left|{\frac {c}{a}}\right|}
Cioè:
{\displaystyle \left|{\frac {AF}{FB}}\right|\cdot \left|{\frac {BD}{DC}}\right|\cdot \left|{\frac {CE}{EA}}\right|=\left|{\frac {a}{b}}\cdot {\frac {b}{c}}\cdot {\frac {c}{a}}\right|=1}
Dove l'ultima uguaglianza si è ottenuta semplificando le frazioni all'interno del modulo.
Per l'altro verso dell'implicazione:
siano {\displaystyle D,\ E} ed {\displaystyle F} appartenenti rispettivamente alle rette {\displaystyle BC,\ AC} e {\displaystyle AB}, in modo che l'equazione valga. Sia {\displaystyle F'} il punto in cui le rette {\displaystyle DE} e {\displaystyle AB} si intersecano. Allora per quanto dimostrato in precedenza anche {\displaystyle D,\ E} ed {\displaystyle F'} verificano l'equazione. Confrontandole:
{\displaystyle {\frac {AF}{FB}}={\frac {AF'}{F'B}}}
Ma al più un punto può spezzare un segmento in due con un dato rapporto, quindi si conclude che:
{\displaystyle F=F'.}